# Sauris griseolauta
Sauris griseolauta là một loài bướm đêm trong họ Geometridae.